# Route nationale 433
Pour les articles homonymes, voir Route 433.
La route nationale 433, ou RN 433, était une route nationale française reliant Saint-Germain-du-Plain, près de Chalon-sur-Saône, à Lyon en suivant la vallée de la Saône.
À la suite de la réforme de 1972, la RN 433 a été déclassée en RD 433 dans le Rhône et RD 933 ailleurs.

## Tracé

### Entre Saint-Germain-du-Plain et les environs de Mâcon (D 933)

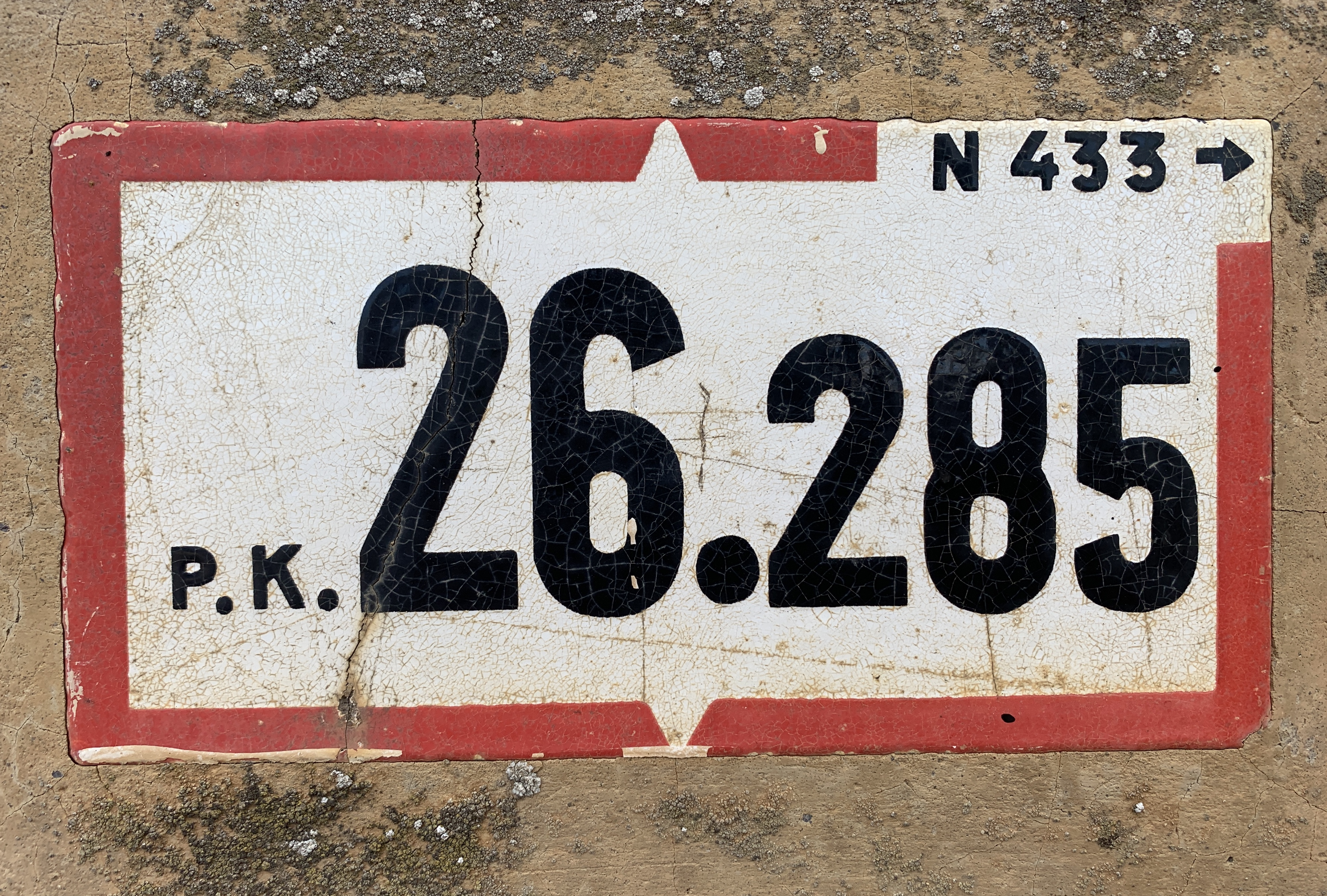
Point kilométrique à Replonges.

La RN 433 se détachait du tracé de la RN 78 entre Ouroux-sur-Saône et Saint-Germain-du-Plain.
- Simandre (km 10)
- Cuisery où on croisait la RN 75 et d'où la RN 471 partait. (km 17)
- Pont-Seille (commune de La Truchère)
- Sermoyer (km 25)
- Arbigny (km 28)
- Chamerande (commune de Saint-Bénigne)
- Pont-de-Vaux, d'où la RN 433a partait. (km 33)
- Ozan (km 38)
- Manziat (km 41)
- Feillens (km 45)
- Replonges (km 49)
- Saint-Laurent-sur-Saône où l'on croisait la RN 79 (km 50)

### Entre Mâcon et Lyon (D 933 et D 433)
D 933 :
- Pont-de-Veyle (km 53)
- Corcelles, commune de Grièges
- Les Leynards, commune de Garnerans
- Bas Mizériat
- Saint-Didier-sur-Chalaronne (km 66)
- Genouilleux (km 73)
- Guéreins (km 75)
- Montmerle-sur-Saône
- Messimy-sur-Saône
- Beauregard
- Jassans-Riottier d'où part la RN 436 (km 89)
- Trévoux (km 97)
- Massieux (km 103)

D 433 :
- échangeur de Genay (autoroute A 46)
- Genay (Z.I. Lyon-nord) (km 104)
- Neuville-sur-Saône (km 106)
- Fleurieu-sur-Saône (km 108)
- Rochetaillée-sur-Saône (km 110)
- Fontaines-sur-Saône (km 111)
- Cuire-le-Bas, commune de Caluire-et-Cuire (km 116)
- Pont Clemenceau (échangeur avec RN 6) (km 118)
- Lyon-Bellecour (km 121)